# Окімоно

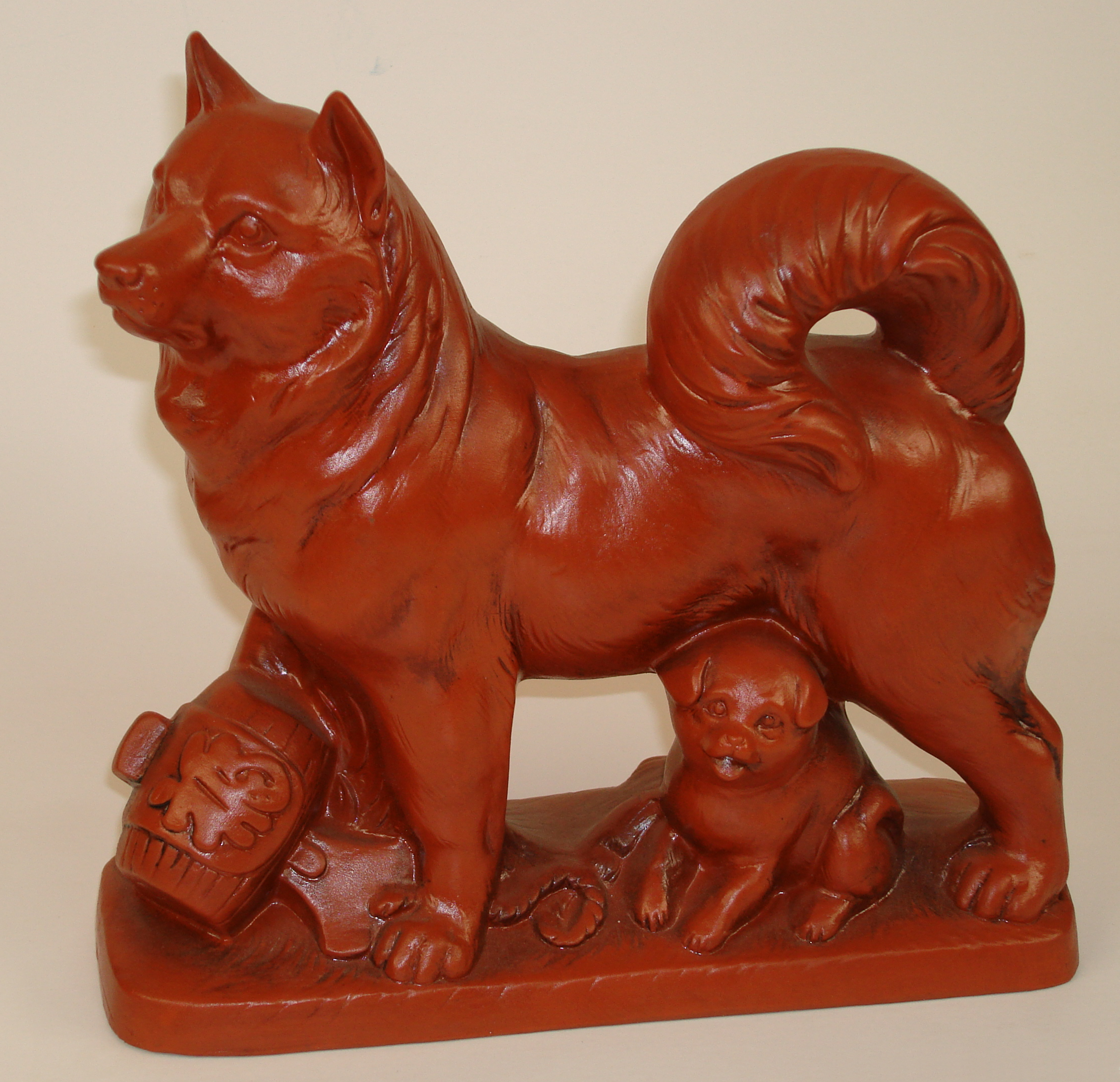
Червоний собака. Приклад окімоно.

Окімоно — особливий японський поширений вид мистецтва з виготовлення виробів із слонової кістки нецке.
Розміри окімоно лежать в межах від 10 до 40 см. Такі фігурки купувалися не тільки з метою привернути удачу, а й на згадку про паломництво у віддалений храм, і як подарунок, і просто заради прикраси інтер'єру. Одна з найкращих приватних колекцій окімоно в Європі належить колекціонерові та меценату Олександру Фельдману (Харків, Україна)